# Kronberg im Taunus
Kronberg im Taunus település Németországban, Hessen tartományban. Lakosainak száma 18 569 fő (2023. december 31.).

## Népesség
A település népességének változása:
| Lakosok száma | 17 683 | 18 465 | 18 311 | 18 322 | 18 416 | 18 569 |
|               | 2010   | 2017   | 2019   | 2021   | 2022   | 2023   |